# Ettore Baldassare
Ettore Baldassare, italijanski general, * 1883, † 1942.